# اچ‌ام‌اس سگمور (۱۶۸۷)
اچ‌ام‌اس سگمور (۱۶۸۷) (به انگلیسی: HMS Sedgemoor (1687)) یک کشتی بود که طول آن ۱۲۳ فوت (۳۷٫۵ متر) بود.